# Eremopola magnifica
Eremopola magnifica är en fjärilsart som beskrevs av Rothschild 1914. Eremopola magnifica ingår i släktet Eremopola och familjen nattflyn. Inga underarter finns listade i Catalogue of Life.